# Люк Джексон (баскетболіст)
Люк Джексон (англ. Luke Jackson; нар. 6 листопада 1981) — американський професійний баскетболіст. Позиція — легкий форвард або атакувальний захисник. Виступав за декілька клубів НБА, в цей час виступає у складі одного із американських клубів нижчої ліги.

## Кар'єра у НБА
Джексон був обраний клубом «Клівленд Кавальєрс» на драфті 2004 під 10 загальним номером.
За «Кавальєрс» Джексон провів лише 46 ігор за ті два сезони, протягом яких він був гравцем цієї команди.
«Кавальєрс» продали Джексона у «Бостон Селтікс», але за цей клуб він не провів жодної гри, бо був звільнений ще до початку сезону 2006-07.
Джексон повернувся у НБА у сезоні 2007-08. Він підписав десятиденний контракт із «Лос-Анджелес Кліпперс». Люкові не вдалось закріпитись у команді, він провів за «Кліпперс» лише 3 гри.
25 березня 2007 Джексон підписав десятиденний контракт із «Торонто Репторз». Зважаючи на непогані результати, «Репторз» підписали з Люком ще один десятиденний контракт, а після цього уклали контракт до завершення сезону 2007-08.
29 жовтня 2007 Джексона було звільнено. Наступним клубом Люка став «Маямі Гіт». Звідти його було звільнено 6 лютого 2008.